# Міський голова Слов'янська

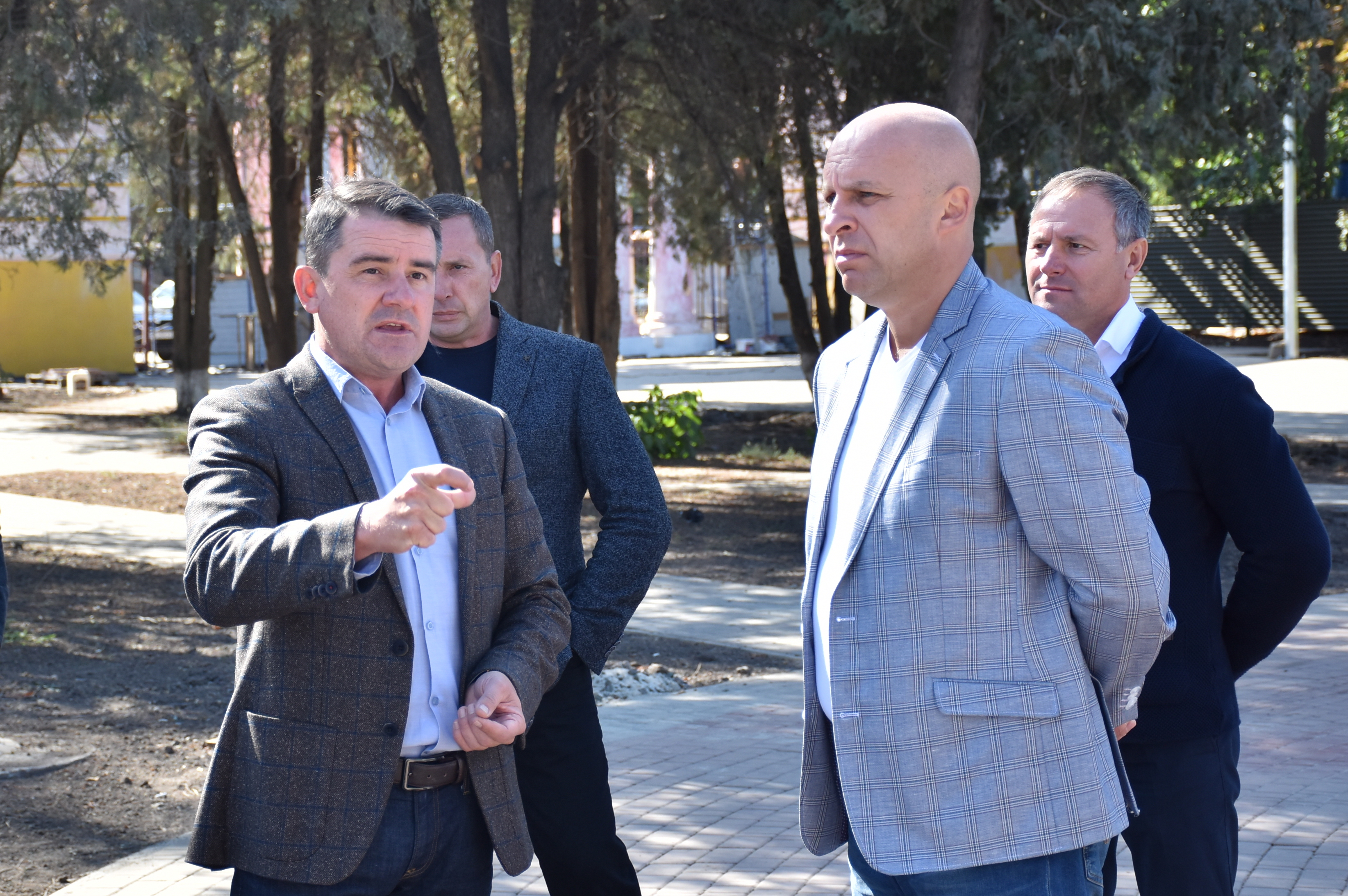
Голова Слов'янської міської громади Вадим Лях, 2020

Міські голови Слов'янська — очільники міста Слов'янськ та Слов'янської міської територіальної громади.

## Самоврядування за часів Тору
Місто виникло у 1645 році. Сьогодні, на жаль, достеменно не відомо, як відбувалося самоврядування за часів фортеці Тор. Відомо, що там був козацький устрій, й старосту обирали за козацькими традиціями. Основним завданням старости була оборона території від татарських нападів. Цей же староста для оборони замків використовував також місцеве населення, що на 90 % складалося з козаків, а інші — солевидобувачі й інші промисловці.

## Російська імперія
1685—1764 роки Тор — сотенне містечко Ізюмського полку, 1784 року перейменоване на Словенськ (пізніше — Слов'янське), з того ж часу повітове місто Словенського повіту Катеринославського намісництва.
З 1787 року — заштатне місто Ізюмського повіту Слобідсько-Української (з 1835 року — Харківської губернії).
Списку міських голів 1700-1850-х років не збереглося. Відомі лише поодинокі бургомістри (саме так називалися міські голови за часів РІ), що уславилися великими здобутками для Слов'янська.

### Перелік відомих бургомістрів з ХІХ століття по 1917 рік
- 1826—1845 — Мартиненко Семен
- 1859—1868 — Карякін Іван
- 1868—1873 — Зубашев Лук'ян (Зубашов Лук’ян Іванович[2])
- 1873—1877 — Зубашев Василь (Зубашов Василь Лук’янович[2])
- 1877—1881 — Савєльєв Ілларіон
- 1881—1892 — Зубашев Лук'ян
- 1892—1894 — Ламзін Павло (Ламзін Павло Михійович[2])
- 1895—1897 — Карякін Василь
- 1897—1917 — Ламзін Павло (останній міський голова дорадянського періоду)

## Українська революція

### Міські голови у часів Української революції 1917—1921 років
- Зубашов Іван Якович — міський голова Слов'янська у 1917—1918 роках. Обраний на Ізюмському з'їзді навесні 1917 року після Лютневої революції. Голова міської «Просвіти». Видав розпорядження про організацію курсів українізації для вчителів міста влітку 1917 року. За інформацією автора вбитий більшовиками[3].
- Завенягін Авраамій — 1918, мер під час гетьманату Української Держави.

- Шишков Петро — 1919, більшовик, член РСДРП. У першій половині лютого 1919 був вибраний новий збір народних депутатів з 17 людей, в якому були лише комуністи.
- Завенягін Авраамій — 1919—1920, член ВУЦВК та ЦВК СРСР

## УРСР

### Голови міськвиконкому
- Карасьов Михайло — 1931—1932

#### Бургомістри німецької військової адміністрації
- Федір Виноградов — 1941—1943, бургомістр під час німецької окупації Слов'янська. Був заарештований німцями у травні 1943 року за недостатню боротьбу проти міського осередку ОУН (б)[4].
- Василь Олешкевич — 1943, заступник бургомістра Слов'янська після арешту Виноградова[5].

#### Відновлення радянської влади
- Бажулін Георгій — 1944—1945

У 1945—1948 роках у місті не було голови.
- Карякін Олександр — 1948—1953
- Білокінь Степан — 1953—1959
- Литвинов Володимир — 1963—1967
- Толстогребов Валентин — 1967—1970
- Горкуленко Іван — 1971—1974
- Горпінченко Олексій — 1974—1981
- Сбітнєв Володимир — 1981—1985
- Кубишкін Микола — 1985—1987
- Палій Іван — 1987—1988
- Гончар Володимир — 1988—1991

## Україна

### Міський голова[6]
- Гончар Володимир — 1991—1994, КПУ
- Жильцов Олександр — 1994—2007, Партія регіонів
- Бондаренко Валерій — 1997—2002, Партія регіонів
- Левіт Анатолій — 2002—2006, Опозиційна платформа
- Рибачук Валентин — 2006—2010, Партія регіонів
- Штепа Неля — 2010—2014, Партія регіонів

#### Окупація міста Росією 2014 року («народний» мер Слов'янська)
- Пономарьов В'ячеслав — 13 квітня 2014 — 10 червня 2014
- Павленко Володимир — 12 червня 2014 — 5 липня 2014

#### Звільнення міста 5 липня 2014 року
- Зонтов Олег — 12 листопада 2014 — листопад 2015, виконуючий обов'язків міського голови міста
- Лях Вадим — 2015—2020, Опозиційний блок

### Децентралізація, територіальна громада
Голова Слов'янської територіальної громади
- Лях Вадим — 25 жовтня 2020 — 26 травня 2021, Опозиційний блок.

### Слов'янська військово-цивільна адміністрація
26 травня 2021 року рішенням Президента України Володимира Зеленського на території Слов'янської міської об'єднаної територіальної громади утворено військово-цивільну адміністрацію. Повноваження мера Вадима Ляха призупинено.
4 серпня 2021 року наказом голови обласної військової адміністрації Павла Кириленка №71/7-21-рк Вадим Лях призначений головою військово-цивільної адміністрації.